# Guayania inflata
Guayania inflata is een hooiwagen uit de familie Zalmoxioidae.